# Villa Wilhelm Wertheim

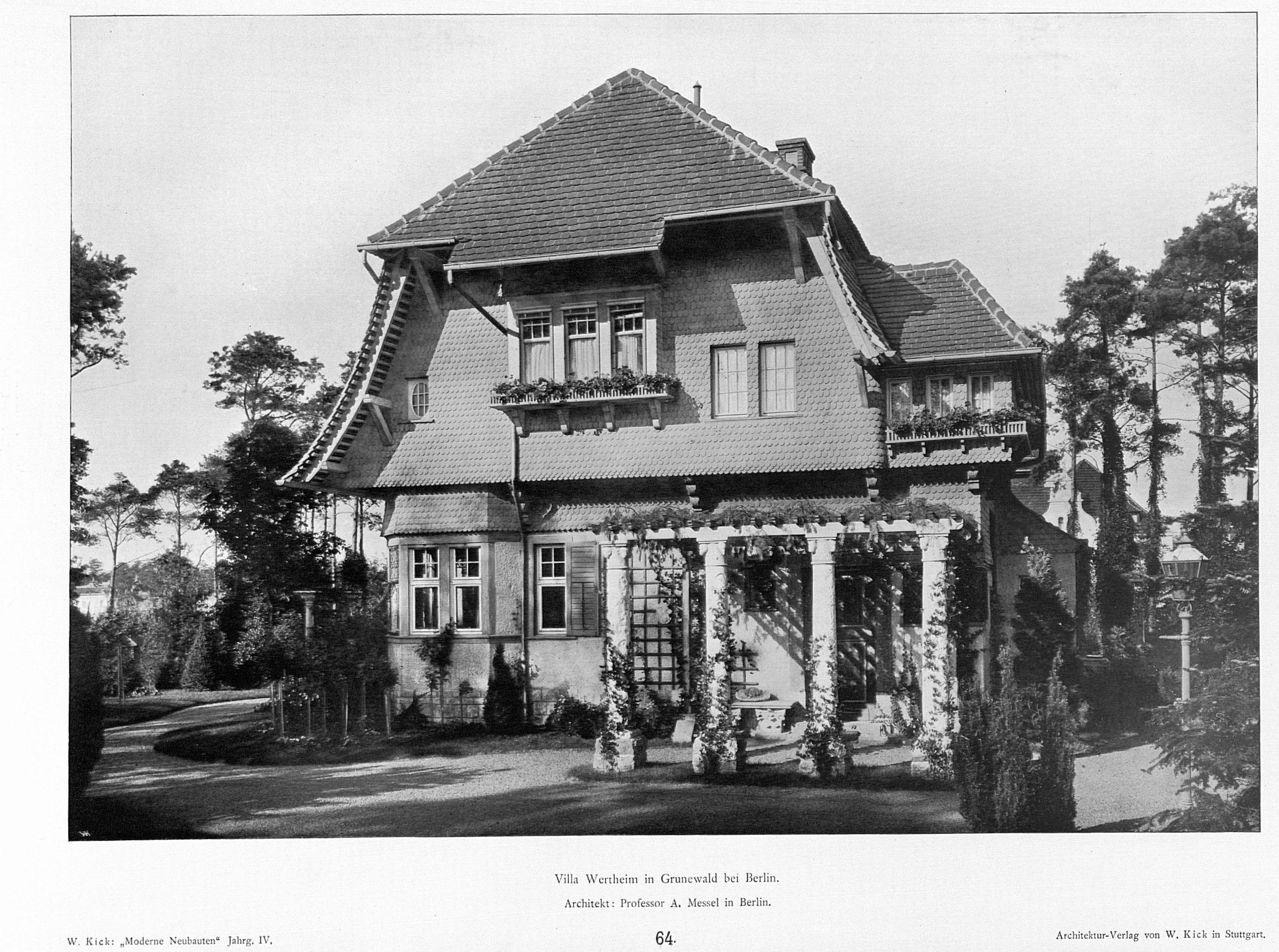
Villa Wilhelm Wertheim, um 1901

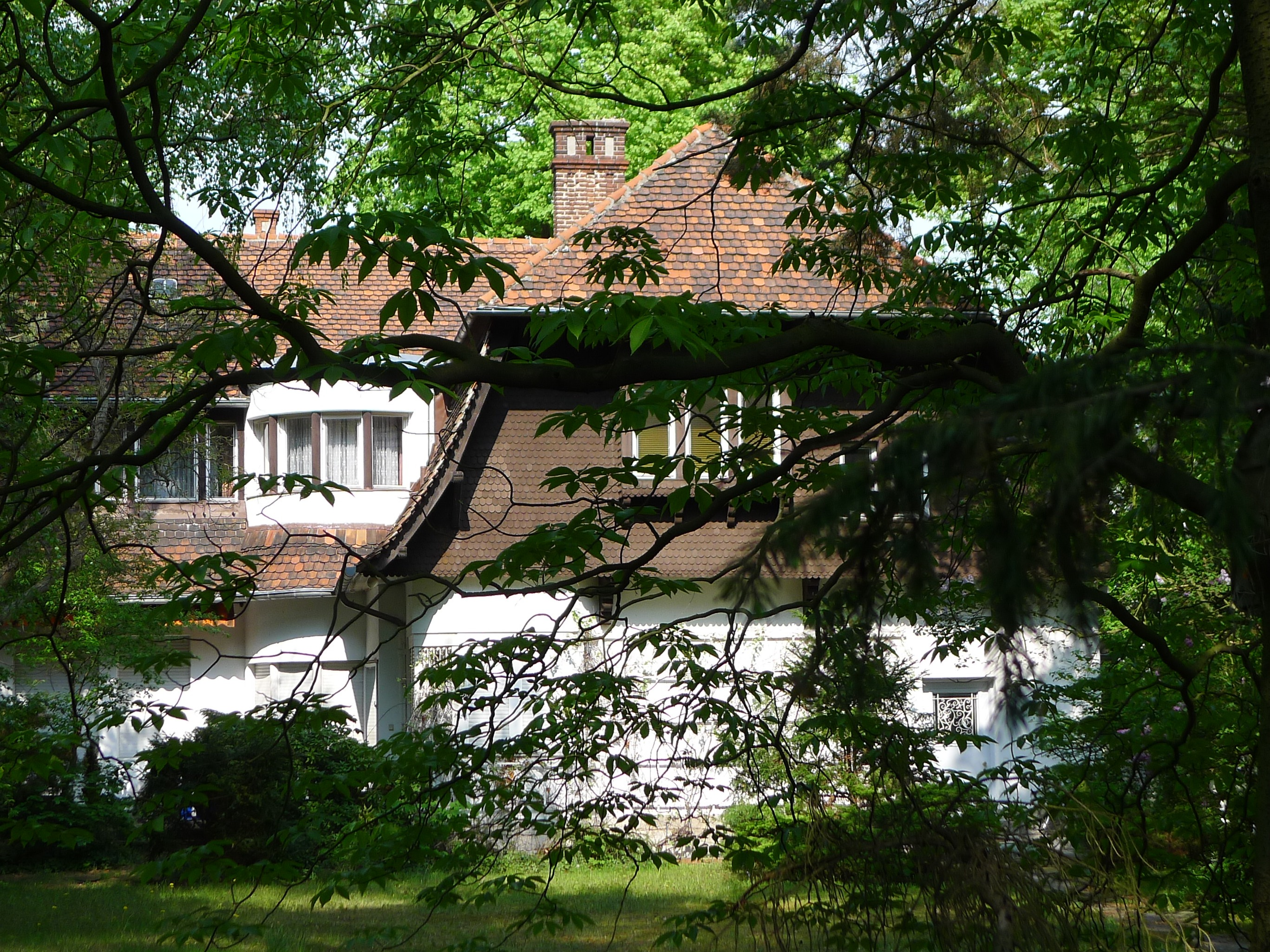
Landhaus Wilhelm Wertheim, 2012

Bei der Villa Wertheim handelt es sich um ein Sommerhaus im Landhaus-Stil des Mitbesitzers des Warenhauskonzerns Wilhelm Wertheim (1858–1934) im Berliner Ortsteil Grunewald, Lassenstraße 4. Das Gebäude wurde 1897–1898 von den Berliner Architekten Alfred Messel und Martin Altgelt entworfen und von der Wolgaster Actien-Gesellschaft für Holzbearbeitung ausgeführt. In Relation zu dem ursprünglich sehr großen Grundstück, das den ganzen Straßenblock einnahm, wirkte das Haus selbst eher bescheiden. Zu dieser Wirkung trägt auch bei, dass das Obergeschoss als Mansardgeschoss mit holzverschindelten Giebelflächen in das große Walmdach einbezogen ist.
1920 wurde die Anlage um ein Pförtnerhaus (Lassenstraße 2) ergänzt. Für den neuen Hauseigentümer Hermann Fischer wurde die Villa 1925–1926 nach Plänen des Architekten Willi Lorch durch repräsentative Gesellschaftsräume deutlich erweitert. Etwa zur gleichen Zeit wurden aus dem weitläufigen Gartengrundstück erste Teile ausparzelliert, verkauft und mit weiteren Wohnhäusern bebaut. Dieser Prozess setzte sich bis in die 1970er Jahre fort, heute ist die Villa fast vollständig von jüngeren Wohnhäusern umgeben. Auch das Pförtnerhaus wurde später verkauft, nach Umbauten und Erweiterungen ist es kaum noch zu erkennen. In den 1950er und 1960er Jahren bewohnte die Villa der Komponist Gerhard Winkler (Capri-Fischer u. a.) mit seiner Familie. In dem Pförtnerhaus lebte bis zu ihrem Tode seine Schwiegermutter Charlotte Neeße.
Die Villa selbst ist mit weiteren Veränderungen erhalten und steht unter Denkmalschutz.